# 2151 Гадвігер
2151 Гадвігер (2151 Hadwiger) — астероїд головного поясу, відкритий 3 листопада 1977 року.
Тіссеранів параметр щодо Юпітера — 3,382.